# Drea de Matteo
Drea de Matteo (* 19. ledna 1972) je americká herečka, známá hlavně díky rolím Angie Bolen v seriálu Zoufalé manželky a sestra Joeyho Tribbianiho Giny v seriálu Joey. Aktuálně hraje detektiva Tess Nazario v seriálu Špinaví poldové.

## Mládí
Narodila se ve Whitestone v Queensu v New Yorku. Její matka Donna je divadelní herečka a učitelka v divadle. Její otec Albert je návrhář nábytku, který je majitelem firmy Avery Boardman and Carlyle. Drea pochází z italsko-americké rodiny a vyznává katolickou víru. 

## Osobní život
V roce 1997 si otevřela obchod s oblečením Fifth Mart v East Village, společně s Michaelem Sportesem, který se později stal jejím partnerem.
V roce 2001 začala randit s muzikantem Shooterem Jenningsem. Oficiálně se zasnoubili 11. června 2009, když Jennings vystupoval ve Stanley Center v Utice ve státě New York. Společně měli 2 děti, dceru Alabama Gypsyrose Jennings (* listopad 2007) a syna Waylon Albert Jennings (* duben 2011). Jennings a Drea se nikdy nevzali. V červenci 2015 začala randit s basistou skupiny Whitesnake, Michaelem Devinem.
Drea přišla o svůj velký apartmán, který vlastnila 22 let, při velkém výbuchu benzínu a následnému požáru, který zničil tři budovy v New Yorku dne 26. března 2015.

## Filmografie

### Film
| Rok  | Název                                   | Role           | Poznámky                                                                                      |
| ---- | --------------------------------------- | -------------- | --------------------------------------------------------------------------------------------- |
| 1996 | 'M' Word                                | neznámá        |                                                                                               |
| 1999 | Meet Prince Charming                    | Hilary Harris  |                                                                                               |
| 2000 | Sleepwalk                               | Henrieta       |                                                                                               |
| 2001 | Ranaři                                  | Club Girl      | nekreditována                                                                                 |
| 2001 | Swordfish: Operace Hacker               | Melissa        |                                                                                               |
| 2001 | 'R Xmas                                 | manželka       | New York International Independent Film and Video Festival Award v kategorii Nejlepší herečka |
| 2002 | Divoká krev                             | Betsy          |                                                                                               |
| 2002 | Dokonalá                                | Dee            | vystupovala pod jménem Drea De Matteo                                                         |
| 2003 | Kořist rokenrolu                        | Tracey         |                                                                                               |
| 2003 | Beacon Hill                             | Cadet Ramsey   |                                                                                               |
| 2004 | Love Rome                               | Angela         |                                                                                               |
| 2005 | Callas e Onassis                        | Sama sebe      |                                                                                               |
| 2005 | Přepadení 13. okrsku                    | Iris Ferry     |                                                                                               |
| 2006 | Walker Payne                            | Lou Ann        |                                                                                               |
| 2006 | Holky jdeme na to aneb putování tučnáků | Ester          | dabing                                                                                        |
| 2007 | The Good Life                           | Dana           | vystupovala pod jménem Andrea De Matteo                                                       |
| 2007 | Broken English                          | Audrey Andrews |                                                                                               |
| 2008 | Lake City                               | Hope           |                                                                                               |
| 2009 | New Yorku, miluju Tě!                   | Lyndia         |                                                                                               |
| 2009 | Once More with Feeling                  | Lana Gregorio  |                                                                                               |
| 2013 | Free Ride                               | Sandy          |                                                                                               |
| 2015 | Temné kouty                             | Krissi Cates   |                                                                                               |
| 2015 | Sex, Death and Bowling                  | Ana            |                                                                                               |

### Televize
| Rok       | Název                                     | Role              | Poznámky                                       |
| --------- | ----------------------------------------- | ----------------- | ---------------------------------------------- |
| 1996      | Swift Justice                             | Laurie Tuco       | díl: „Stones“                                  |
| 1999–2006 | Rodina Sopránů                            | Adriana La Cerva  | hlavní role, 56 dílů                           |
| 2002      | VH1 Big in 2002 Awards                    | moderátorka       |                                                |
| 2004–06   | Joey                                      | Gina Tribbiani    | hlavní role, 46 dílů                           |
| 2005      | HBO First Look                            | Sama sebe         |                                                |
| 2007      | Aperture                                  | Sama sebe         |                                                |
| 2007      | Al rojo vivo con María Celeste            | Sama sebe         |                                                |
| 2007      | Making 'Cleaver'                          | Adriana La Cerva  | TV film                                        |
| 2008–14   | Zákon gangu                               | Wendy Case        | vedlejší role (22 dílů), hlavní role (13 dílů) |
| 2009–10   | Zoufalé manželky                          | Angie Bolen       | hlavní role, 20 dílů                           |
| 2010      | Fakers                                    | Tannerova matka   | TV film                                        |
| 2011      | Kriminálka Miami                          | Evelyn            | díl: „Sinner Takes All“                        |
| 2011      | Zákon a pořádek: Útvar pro zvláštní oběti | Sandra Roberts    | díl: „Pop“                                     |
| 2012      | Californication                           | Holly             | díl: „A je to tu zas“                          |
| 2013      | The Mindy Project                         | Kelsey            | díl: „Mindy's Minute“                          |
| 2015      | Agenti S.H.I.E.L.D.                       | Karla Faye Gideon | díl: „One of Us“                               |
| 2015      | The Making of the Mob: New York           | Sama sebe         |                                                |
| 2016–2018 | Špinaví poldové                           | Det. Tess Nazario | Hlavní role                                    |